# Смешанная парная сборная Чехии по кёрлингу
Смешанная парная сборная Чехии по кёрлингу — смешанная национальная сборная команда (составленная из одного мужчины и одной женщины), представляет Чехию на международных соревнованиях по кёрлингу. Управляющей организацией выступает Ассоциация кёрлинга Чехии (чеш. Český svaz curlingu, англ. Czech Curling Assotiation).

## Результаты выступлений

### Олимпийские игры
| Год  | Место          | Игры           | Победы         | Поражения      | Состав (женщина, мужчина, тренер)               |
| ---- | -------------- | -------------- | -------------- | -------------- | ----------------------------------------------- |
| 2018 | не участвовали | не участвовали | не участвовали | не участвовали | не участвовали                                  |
| 2022 | 6              | 9              | 4              | 5              | Зузана Паулова, Томаш Паул, Якуб Бареш (тренер) |

(данные отсюда:)

### Чемпионаты мира
| Год  | Место                                         | Игры                                          | Победы                                        | Поражения                                     | Состав (женщина, мужчина, тренер)                                                                 |
| ---- | --------------------------------------------- | --------------------------------------------- | --------------------------------------------- | --------------------------------------------- | ------------------------------------------------------------------------------------------------- |
| 2008 | 6                                             | 8                                             | 5                                             | 3                                             | Гана Чехова, Радек Ждярский, Vaclav Port (тренер)                                                 |
| 2009 | 6                                             | 10                                            | 7                                             | 3                                             | Анна Кубешкова, Карел Кубешка                                                                     |
| 2010 | 9                                             | 6                                             | 2                                             | 4                                             | Анна Кубешкова, Карел Кубешка, Йиржи Цандра (тренер)                                              |
| 2011 | 13                                            | 7                                             | 4                                             | 3                                             | Гана Чехова, Радек Ждярский                                                                       |
| 2012 | 16                                            | 8                                             | 4                                             | 4                                             | Петра Винсова, Лукаш Клима                                                                        |
| 2013 | 3                                             | 12                                            | 9                                             | 3                                             | Зузана Гайкова, Томаш Паул                                                                        |
| 2014 | 7                                             | 9                                             | 7                                             | 2                                             | Зузана Гайкова, Томаш Паул, Даниэль Рафаэль (тренер)                                              |
| 2015 | 18                                            | 9                                             | 4                                             | 5                                             | Jana Jelinkova, Ondrej Mihola                                                                     |
| 2016 | 21                                            | 7                                             | 4                                             | 3                                             | Анна Кубешкова, Йиржи Цандра, Карел Кубешка (тренер)                                              |
| 2017 | 4                                             | 11                                            | 8                                             | 3                                             | Зузана Гайкова, Томаш Паул, Брэд Аскью (тренер)                                                   |
| 2018 | 10                                            | 11                                            | 7                                             | 4                                             | Зузана Гайкова, Томаш Паул, Брэд Аскью (тренер)                                                   |
| 2019 | 5                                             | 9                                             | 6                                             | 3                                             | Зузана Паулова, Томаш Паул, Брэд Аскью (тренер)                                                   |
| 2020 | чемпионат был отменён из-за пандемии COVID-19 | чемпионат был отменён из-за пандемии COVID-19 | чемпионат был отменён из-за пандемии COVID-19 | чемпионат был отменён из-за пандемии COVID-19 | чемпионат был отменён из-за пандемии COVID-19                                                     |
| 2021 | 7                                             | 10                                            | 6                                             | 4                                             | Зузана Паулова, Томаш Паул, Якуб Бареш (тренер)                                                   |
| 2022 | 13                                            | 9                                             | 3                                             | 6                                             | Юлия Зелингрова, Вит Хабичовский, Брэд Аскью (тренер)                                             |
| 2023 | 15                                            | 10                                            | 4                                             | 6                                             | Юлия Зелингрова, Вит Хабичовский, Якуб Бареш (тренер)                                             |
| 2024 | 16                                            | 10                                            | 4                                             | 6                                             | Зузана Паулова, Томаш Паул, Wade Scoffin (тренер)                                                 |
| 2025 | 16                                            | 10                                            | 4                                             | 6                                             | Юлия Зелингрова, Вит Хабичовский, Vladimír Černovský (тренер), Wade Scoffin (национальный тренер) |

(данные отсюда:)